# Districtul Marsa Ben M'Hidi
Marsa Ben M'Hidi este un district din provincia Tlemcen, Algeria.